# 아흐마드 이븐 파들란

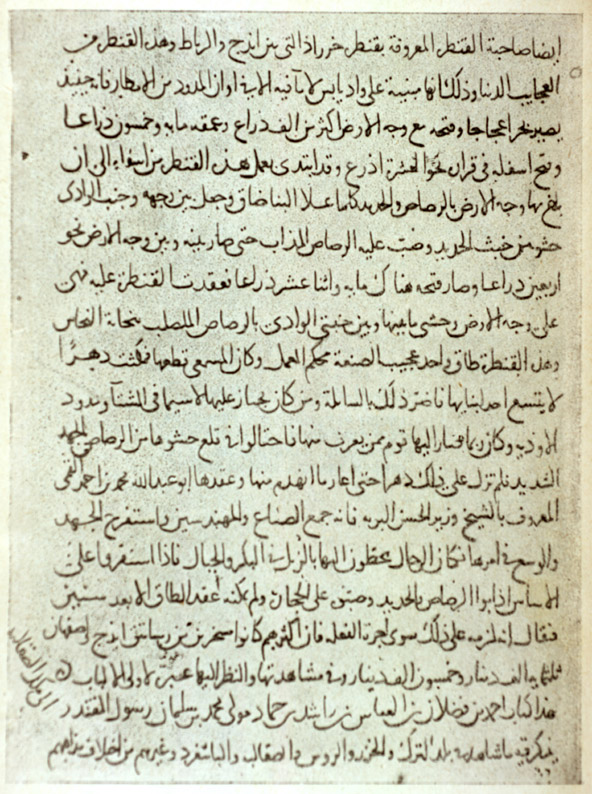
Manuscript page

아흐마드 이븐 파들란 이븐 알아바스 이븐 라시드 이븐 하마드(아랍어: أحمد بن فضلان بن العباس بن راشد بن حماد: fl. 921년-922년)는 10세기의 아랍인 탐험가다. 바그다드 아바스조 칼리파가 볼가 불가르인에게 사절을 보낼 때 그 행렬에 동행했고, 그 과정을 『튀르크족, 하자르인, 루스인, 사칼리바인, 바시키르인들에 관한 기록』이라는 일지로 남겼다. 이븐 파들란의 기록은 볼가강 바이킹에 관한 가장 상세한 사료로서 가치를 갖는다. 심지어 이븐 파들란은 바이킹의 배무덤 관습을 직접 눈으로 목격하기까지 했다.